# Église Saint-Georges (Soultan-Saly)
Pour les articles homonymes, voir Église Saint-Georges.
L’église Saint-Georges (en arménien : Սուրբ Գևորգ եկեղեցի, en russe : Церковь Георгия Победоносца ou Церковь Сурб Геворг) est une église arménienne de Soultan-Saly (oblast de Rostov) construite de 1850 à 1867.

## Histoire
Depuis la fin du XVIIIe siècle une importante communauté arménienne venant de Crimée est installée aux alentours de l’embouchure du Don. À côté de la ville de Nakhitchevan-sur-le-Don (devenue en 1928 un quartier de Rostov-sur-le-Don) les Arméniens ont également fondé une série de villages, dont Soultan Saly en 1779.
En 1795 une église en pierre est érigée à Soultan Saly, mais elle se dégrade rapidement et en 1848 les paroissiens demandent l’autorisation de construire une nouvelle église. Celle-ci est construite en 1850 puis modifiée en 1858. La vieille église est démantelée en mars 1864 et les travaux de la nouvelle église sont finalement achevés en 1867.
En 1872 une école paroissiale est adjointe à l’église.

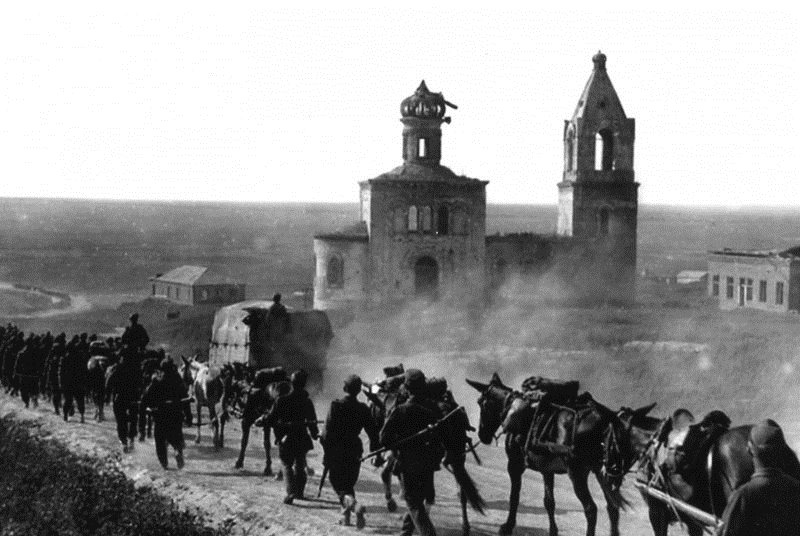
L’église lors de l’occupation allemande en 1942.

Le 24 octobre 1872 l’église est endommagée par un ouragan qui détruit la coupole. Dans les années 1930 les autorités soviétiques ferment l’église. Au cours de la Seconde Guerre mondiale le bâtiment est touché par des tirs d’artillerie puis laissé à l’abandon.
Malgré son état de délabrement l’église attire encore les fidèles. Un projet de restauration est en discussion.